# سورگانا
سورگانا (به انگلیسی: Surgana) یک زیستگاه انسانی در هند است که در ناحیه ناشیک واقع شده‌است.

## خصوصیات
سورگانا  ۶٬۱۴۴ نفر جمعیت دارد و ۵۳۳ متر بالاتر از سطح دریا واقع شده‌است.